# Margrethe Vestager
Margrethe Vestager, född 13 april 1968 i Glostrup, är en dansk politiker. Hon var EU-kommissionär med ansvar för konkurrensfrågor från 2014 till 2024 och verkställande vice ordförande med ansvar för ett Europa rustat för den digitala tidsåldern från 2019 till 2024.
Hon var tidigare partiledare för Det Radikale Venstre, ett danskt socialliberalt parti, från 2007 till 2014 samt Danmarks ekonomi- och inrikesminister från 2011 till 2014 i regeringen Helle Thorning-Schmidt I och II. Hon efterträdde Marianne Jelved på posten som partiledare den 15 juni 2007. Förutom partiledare så var hon också partiets gruppledare i Folketinget. Vestager har tidigare varit undervisnings- och kyrkominister under koalitionsregeringen mellan Socialdemokraterne och Radikale Venstre på 1990-talet.

## Biografi
Margrethe Vestager är dotter till församlingsprästerna Hans Vestager och Bodil Tybjerg, båda engagerade i Radikale Venstre och med politiska uppdrag. Fadern var byrådspolitiker och modern var kandidat till Folketinget. Margrethe växte upp på en prästgård i det lilla samhället Ølgod på Västjylland som äldst av fyra syskon. Vestagers tidigaste engagemang inom politik började i folkeskolen, hon tog initiativet till att det i skolan skulle införas ett ställe där eleverna kunde köpa frukt och bröd. Det lyckades och den unga Margrethe pyntade försäljningsdisken med att måla en giraff på den. Några år senare tog hon studenten från Varde Gymnasium 1986, där hon gick matematisk linje (motsvarar naturvetenskapliga linjen), och tog en cand.polit.-examen i ekonomi från Köpenhamns universitet 1993. Trots hennes föräldrars politiska engagemang i Det Radikale Venstre, dröjde det innan hon själv blev medlem och engagerad i samma parti.
Vestager är gift med adjunkt Thomas Jensen och de har tre barn tillsammans.

## Som politiskt aktiv
Under sina universitetsstudier var Vestager 1988-1992 partiets kandidat till Folketinget i Esbjergskretsen. 1989 blev hon medlem av partiets huvudstyrelse, verksamhetnämnd och EU-nämnd och hon arbetade som redaktör för partiets medlemstidning, Radikal Politik, 1990-1991. Efter avslutade studier 1993 blev hon anställd som fullmäktig i det danska Finansministeriet och vald till Landsformand för Radikale Venstre. Hon blev därmed med sina 25 år den yngsta personen som någonsin valts till den posten, anmärkningsvärt är också att hon valdes utan att ha gjort sig bemärkt inom det ungdomspolitiska arbetet. Hon avgick 1997 som landsformand för att bli sekretariatschef i Ekonomistyrelsen.
Övriga förtroende- och ämbetsuppdrag:
- Specialkonsulent i Ekonomistyrelsen, 1995-1997
- Medlem av styrelsen för ID-sparinvest A/S, 1996-1998
- Medlem av Advisory Board for Royal Greenland Academy, 2002-
- Ordförande för Advisory Board för Institutet för ledning, politik och filosofi, Köpenhamns Handelshögskola, 2003-
- Medlem av styrelsen för CVU-Storköpenhamn, 2006-
- Ordförande i styrelsen för Blaagaard Seminarium, 2006-
- Medlem av Unicef Danmarks styrelse, 2007-
- Medlem av Nationalbankens representation

För en komplett lista över Margrethe Vestagers olika förtroende- och ämbetsuppdrag, se Folketingets hemsida här.

## Som undervisnings- och kyrkominister
Vestager tillträdde posten som undervisnings- och kyrkominister 23 mars 1998 och var då den yngsta ministern i regeringen (29 år gammal). Hon var också den första minister som fött barn under sin tid vid ämbetet. Hon tog ut en kort föräldraledighet på sju veckor innan hon återvände till arbetet igen. När Vestager tillfrågades om att bli minister av Poul Nyrup Rasmussen var hon inte medlem av Folketinget, vilket är ovanligt för en som tillträder en ministerpost i Danmark. Värt att nämna är att när Vestager tillträdde som kyrkominister blev hon sina föräldrars högsta chef i och med deras yrken som präster.
Som undervisningsminister återförde Vestager under år 2000 Byggedirektoratet och ansvaret för forskningspolitiken till sitt eget ministerium, undervisningsministeriet. Dessa hade 1998 överförts från undervisningsministeriet till Forskningsministeriet. Vestager genomförde även en lag om förnyelse av de tekniska yrkesutbildningarna 1999.
Posten som kyrkominister innehade Vestager fram till år 2000, då statsminister Poul Nyrup Rasmussen genomförde sin ministerrokad, då ministrar bytte ämbeten eller byttes helt ut mot andra. Ämbetet som kyrkominister överlämnades till partikollegan Johannes Lebech. Vestager behöll ämbetet som undervisningsminister fram till att SR-regeringen förlorade valet 2001.

## Perioden 2001-2007
Efter att SR-regeringen fick avgå efter 2001 års val blev Vestager invald i folketinget i Frederiksborg Amtskreds från 20 november 2001. Vestager blev vice ordförande (næstformand) för det Radikale Venstres folketingsgrupp. Hon blev sedermera också partiets ordförande inom utbildningspolitiska, kommunalpolitiska och politisk-ekonomiska frågor. Sedan 2007 har Vestager varit folketingsmedlem för sitt parti i Nordsjællands Storkreds.

## Som partiledare
Utnämnandet av Margrethe Vestager som partiledare för det Radikale Venstre kom inte som någon överraskning enligt den danska pressen. Hon hade länge ansetts vara kronprinsessan som skulle efterträda Marianne Jelved. Vid sidan om uppdraget som partiledare var hon också partiets gruppordförande och klimatordförande i Folketinget.
Vestager tillhör vänsterfalangen inom det Radikale Venstre, och har under sin tid som partiledare arbetat för en koalition med Socialdemokratiet. Vestagers uttalade mål har varit att skapa en regering som är förankrad i det politiska mittfältet som står oberoende av Dansk Folkeparti. Hon har även uttalat sig om att hon inte är villig att låta sitt parti, som Dansk Folkeparti, vara endast ett stödparti till någon regering.
Hon avgick som partiledare i samband med att hon i augusti 2014 nominerades till Danmarks ledamot av kommissionen Juncker.

## Vestager som kristen
Margrethe Vestagers föräldrar var båda präster i den danska statskyrkan, Folkekirken. Föräldrarna, och sedermera också Margrethe, är grundtvigianer vilket är en av de dominerande trosinriktningarna inom den kristna kyrkan i Danmark. Enligt Vestager blev hon inte "matad" av bibelberättelser eller att det förekom dagliga andakter och bibelläsningar i hemmet.
Vestager förespråkar att den danska folkkyrkan fortsätter att vara en statskyrka, bunden till staten. Hon motiverade denna ståndpunkt i den danska tidningen Kristeligt Dagblad på följande vis; "Det är viktigt att vi har en folkkyrka, där det är högt till tak, så att det blir plats till både vanekristna, kyrkfrämmande, grundtvigianer och lutheraner. Den speciella danska kyrkoordningen bidrar till att säkra en stor rymlighet. Kanske är det den rymligheten, som gör, att flertalet ansluter sig till folkkyrkan." - Vestager går således emot sitt eget parti, som vill skilja kyrkan från staten.
I debattprogrammet "Den Femte Magt", som sändes i dansk TV, uttalar sig Vestager om att Folkekirken inte är någon statskyrka. Hon förklarade detta med att Folkekirken har en distans till staten och i verkligheten inte har något överhuvud. Programvärden Otto Krog, framförde argumentet att så länge Folkekirken var en del av den danska grundlagen så är den en statskyrka. Vestager höll inte med. Däremot uttalade hon att Radikale Venstre hade som mål att tillsätta en kommission som skulle utreda hur Folkekirken skulle kunna utforma en egen författning och hur distansen mellan stat och kyrka skulle kunna bli större, utifrån den danska grundlagens krav på att Folkekirken skall ha en egen författning.
Vestager är också en motståndare till att homosexuella par skall få vigas i kyrkan. Dock anser hon i övrigt att heterosexuella och homosexuella skall vara likställda, även när det gäller möjligheten att adoptera barn.

## Övrigt
Margrethe Vestager har genom det danska undervisningsministeriet utgivit boken Værdier i virkeligheden (sv: Värderingar i verkligheten). I boken anger hon vilka värderingar som den danska utbildningssektorn skall förmedla till sina elever. Boken gavs ut 2000, då Vestager fortfarande var undervisningsminister. Vidare har hon medverkat i ett antal böcker, däribland Brud - radikale værdier i en forandret tid (1994), Opbrud på midten (2002) och Epostler (2003).